# W głębi ciemności
W głębi ciemności (tyt. oryg. Nga mesi i errësirës) – albański film fabularny z roku 1978 w reżyserii Kristaqa Dhamo, na motywach powieści Rëmbimi i arkivit Neshata Tozaja.

## Opis fabuły
Akcja filmu rozgrywa się w czasie II wojny światowej. Szesnastoletni Petrit rozpoczyna pracę porządkowego w ministerstwie spraw wewnętrznych. Powoli odkrywa tajemnice, które kryją kolejne korytarze gmachu i skalę współpracy z okupantem. Myśli o porzuceniu tej pracy, ale za radą Gjergja zaczynają gromadzić materiały dotyczące kolaborantów.
Zdjęcia do filmu realizowano w Tiranie.

## Obsada
- Krenar Arifi jako Petrit
- Perika Gjezi jako Gjergji
- Ndrek Luca jako Meti
- Zhani Ziçishti jako Jani
- Albert Verria jako Ibish
- Enver Dauti jako minister spraw wewnętrznych
- Reshat Arbana jako Ugolini
- Marika Kallamata jako Hajrija
- Mirush Kabashi jako Arif
- Ilia Shyti jako Myrdar
- Fitim Makashi jako porucznik
- Liza Hajati jako Gabriela
- Tonin Ujka jako Drini
- Anila Sula jako Sabije
- Teofil Haxijani jako Zeqo
- Marie Logoreci jako matka uczestnika protestu
- Lorenc Pepa jako kwestor
- Anton Pila
- Ferdinand Radi